# HR (テレビドラマ)
『HR』（エイチアール）は、2002年10月9日から2003年3月26日まで毎週水曜日23:00 - 23:30に、フジテレビ系で放送されたテレビドラマ。シットコム（シチュエーション・コメディ）。全23話。脚本・総合演出は三谷幸喜。主演は香取慎吾。
夜間定時制高校を舞台に繰り広げられる学園ドラマのシチュエーション・コメディ。
ドラマタイトルの『HR』（エイチアール）はホームルーム（homeroom）の略。

## 企画・制作
学園ドラマとしては珍しい夜間定時制高校を舞台にしており、脚本・演出の三谷幸喜は制作前に実際の夜間学校に出向き、見学と取材を行ったという。それまで持っていた夜間学校のイメージとは違い、非常に真面目に授業に取り組んでいる生徒を見て、ドラマの参考になったとエッセイで語っている。
作風としては「シットコム」を強く意識している。基本的には1週間のスパンで1話の収録が行われ、出演者には本番前日に台本が渡されてその日のうちに打合せ・台本の読合せ・立ち稽古が行われ、本番当日にドライリハーサルやランスルーを行った後に本番の収録が行われ、収録後には翌週の撮影に向けたスタッフ打合せが行われた。本番ではスタジオに毎回100名の観客を入れ、約30分間をほぼノンストップで7台のカメラを使って撮影され、観客の笑い声もそのまま収録・放映された。30分一発撮りの撮影はシットコム本場のアメリカ合衆国でも珍しく、本作以前は舞台中心で活動していた今井朋彦は「30分の演劇は通常2週間ほどの稽古が必要」と語るなど出演者の負担も大きく、出演したゲストからは「二度と出たくない」「これをよく毎週やってますね」という声も出ていた。なお、三谷は「日本初の本格的シットコム」を謳い文句にしていたが、小林信彦が週刊文春の連載コラムで「日本初の本格的シットコムは『スチャラカ社員』である」と反論した。
放送期間は2002年10月から2003年3月までだったが、三谷の舞台演出の都合もあり、収録は2002年8月6日から開始され2003年1月7日が最終収録日となった（本来は年内で撮影終了する予定だったが、三谷の脚本が遅れたため延期した）。収録順は放映順とは一致せず、当初は第2話の予定で収録されていた『神野さんの最初の授業』が実際の放送順では第5話になったり、最終収録回は放送順ではラスト手前の『恋の季節』だったが、実際の最終話は『校長先生、ご用心』だった。また『ホイさんのハムレット』『クリスマススペシャル!』は、キャストのスケジュールの都合もあり、同日に2本収録で撮影されている。また、第8話の『田淵ジョー、現る』の収録日は本作の製作発表の日と被っていた為、収録用とマスコミ向けの2回観客を入れて撮影が行われており、この回のみ2回やった本番のベストテイクを編集した形で放送された。
この作品で三谷は脚本のみならず、総合演出として監督も兼ねており、舞台脚本を数多く手がけた三谷ならではの演出が見られる（映像演出は三谷の指名により河野圭太が担当）。三谷自身は基本的に作中には登場しないが、第12話「ひとまず総集編」の即興劇のみゲスト出演したほか、シリーズ序盤のテレビ放送では冒頭のタイトルコールを行っていた。また、本作には主要キャストの今井朋彦・白井晃・浅野和之のほか、ゲストにも池谷のぶえ・大倉孝二・相島一之・市村正親など舞台出身や当時も舞台中心に活動していた俳優らの起用も見られる。主要キャストのうち白井晃は出演する舞台のスケジュールにより第17話収録を最後に降板、入れ替わる形で浅野和之が参加することが最初から決められていた。
なお、劇中には効果音を含めて一切の音楽が使用されていない。三谷はそれを引き立てるアップテンポのエンディングテーマを求めており、奥田民生を訪ねた際に製作中のアルバム『E』収録予定曲から三谷が選択した。タイトルの「まんをじして」が三谷の『HR』に対する意気込みに通じ、歌詞の「ティーチャー」「勉強になった」などが本作のイメージに合うことが決め手になった。なお「まんをじして」は本作主題歌に決定したことをうけてシングルカットされた。

## キャスト

### 日暮里定時制高校

#### 教師
轟 慎吾（とどろき しんご）
演 - 香取慎吾
主人公。日暮里定時制高校の英語教師で、1年A組の学級担任。元々は全日制の教師希望だった。熱血・情熱・根性というようなパワフル教師ではなく、職場でも髪をシルバーに染めているような、要するに今時の若者。誰とでも適当に付き合うが、揉め事は嫌いでケンカも出来ない。仕事も遊びもバランスよく、できれば楽しく一日を過ごしたいという日和見の八方美人タイプ。だが生徒のことは多少は考えているようで、部外者に授業の邪魔をされたり、生徒をバカにされたりなどすると激怒するといった教師らしい行動も見せる。淡島涼子に好意を寄せており、頻繁に彼女にちょっかいを出しているが、そのたびに玉砕している。1年A組の引き起こすトラブルに常に巻き込まれており、そのため授業はなかなか進まず、リーダーは『ベニスの商人』から先に進む様子が全くない。
村井 朋彦（むらい ともひこ）
演 - 今井朋彦
日暮里定時制高校の社会科教師。性格は現実主義で極めてクール。1年A組の引き起こすトラブルに、いつも良いタイミングでツッコミを入れてくる。ホイの気孔術「人体浮遊術」により宙に浮かばされたのが原因で腰を痛めて入院したため、物語中盤から後半にかけて出番がなかった。当初は元ホステスである淡島をやや危険視しており、頻繁に彼女にちょっかいを出す轟に忠告していたが、入院中に淡島が見舞いに来てくれた事をキッカケに、村井自身もその気になってしまった。

#### 1年A組生徒
※出席番号順
淡島 涼子（あわしま りょうこ）
演 - 篠原涼子
クラスのマドンナ的存在。元々は歌舞伎町でホステスをしていた。物腰や態度が思わせぶりで、どこか冷めている「大人の女」というような印象。大学に入るのが夢で、店を辞めてから再び勉強を始め定時制高校に入学。勉学への態度は立派だが、あまり成績は良いとはいえない。轟に惚れられており、何かとちょっかいをかけられるが本人にその気はない。ちなみに男性の好みは田淵に鰐淵など、かなりマニアック。昔は歌手志望だったがとても上手とはいいがたい。男性経験はそれなりに豊富だが男運がない。ホステス時代から元ボクサーの田淵ジョーと交際しており、いわゆる「ヒモ」状態であった。彼を養うため学校を中退しようとしたこともあったが、8年間の交際の末破局。ショックで自暴自棄になったが、クラスメイト達との触れ合いで立ち直る。ホステス時代は様々な店を転々としていたため暗黒街には顔が広く、黒崎やロングロングフェイスとも顔見知り。
宇部 恵子（うべ けいこ）
演 - 戸田恵子
元主婦で現在は独り暮らし。昼間はパートの仕事をしている。どうしようもなくそそっかしいため、トラブルを起こすことが多い。自分に自信が無いので、常に厚化粧に加えカーニバルに着ていくようなド派手な服装をしており、その規模は1話から最終話まで回数ごとにグレードアップを続けていった。クラスでも一二を争うその強烈な個性からか友人が少なく、クラスの人間以上に親しい人間は皆無で、常に寂しがっている。独り暮らしだが料理は苦手で、ゆで卵を電子レンジで作ろうとして大爆発を起こしたことがあるらしい。大変惚れっぽいがモテないので、チェッキーやジェームズ小早川など数々の男性に騙されることも。クラスの中では男らしい八木田を前から気に入っており、紆余曲折を経て付き合うことに。特技は鼻から牛乳を出すこと。また、非常用のサイレンを聞くとパニックを起こしてしまう。
神野 美紀（じんの みき）
演 - 酒井美紀
元々は全日制に通う普通の女子高生だったが、極度の対人恐怖症のため登校拒否となり定時制に移った。幼少時代に母親を亡くしており、八木田とは逆に父子家庭。最初は他人とのコミュニケーションがうまくいかず、登校してきても教室で授業を受けず職員室に入り浸って自習をしていたが、誕生日を迎えたのを期に授業に出席。紆余曲折を経て正式に1年A組の一員に。轟に憧れているが、彼が淡島にばかり夢中なのでジェラシーを感じる事もしばしば。授業に出席できるようになってからは宇部と特に仲良くなり、化粧のテクニックや衣装を貰っており、それにより宇部と同じまでとはいかないが段々と服装が派手になってしまう。
須磨 武彦（すま たけひこ）
演 - 小野武彦
58歳。後にホイの代わりに1年A組級長となる。一見教頭先生本人と間違えてしまうほど、教頭の机をいつも我が物顔で座っていて、教頭の湯飲みを使っている。親分肌で面倒見のいい性格なのだが、要領が悪いため時に余計なことをして迷惑をかけることもしばしば。また後に引けない状況に陥ると冷静な判断が出来なくなり、卑怯な手段に走ってしまう傾向がある。前妻との間に中学生の直列、30歳の妻・信子との間に赤ん坊の並列の2人の息子をもうける。父親の代から続いた電気屋「ピッカリデンキ」の店長だったが、近所にディスカウントショップ「サンチョ・パンサ」ができたことにより経営難に陥り、怪しげなビジネスに手を出して失敗し店は倒産。家族は妻の実家のある山形に帰省。本人だけは学校を卒業するために残る。かつて高校を中退した後、役者を志し劇団に所属していた経歴がある。
ホイ
演 - 生瀬勝久
7話からの登場。中国・新疆ウイグル自治区出身の留学生。普段は片言のおかしな日本語を操るが、他人にツッコミを入れる時のみ非常に流暢になる。気孔術による整体をやっていたが、悪い噂が流れ店は倒産、妻は愛人を作って駆け落ち、さらに事故に遭う、飼い犬に頭をかじられ入院を繰り返すなどの踏んだり蹴ったりの生活を送り、長い間休学していた。現在は餃子屋で見習いをしている。
このキャラクターにはモデルが存在しており、三谷の妻（当時）であった小林聡美が、中国に取材旅行に行った際に出会った中国人がモデルになっているという。
八木田 旬一（やぎた じゅんいち）
演 - 國村隼
職歴30年のベテラン大工。良く言えば、昔気質の曲がったことが大嫌いな一本筋の通った男。悪く言えばガンコ者。でも実は涙もろく繊細な性格でリーダーシップもあり、ひょんなことから立候補した級長選挙では多くの票を集めるなど、クラスの皆には慕われている。父親を亡くしており、年老いていながらも元気いっぱいの母親と二人暮らし。それ故マザコンと呼ばれることも。鷲尾と真剣勝負をして以来盟友関係になる、母性を感じる宇部恵子に好意を抱き付き合うようになる等、クラスメイトとのエピソードは大変多い。演技の才能があり、クリスマス会ではホイの強い希望によりハムレット役を演じる。本人は舞台に立つことを嫌がっていたが、クリスマス会以降はすっかり乗り気になり色々とやりたがるように。なぜかカラスが大好きで、カラスについての知識は豊富。
和久井 晃（わくい あきら）
演 - 白井晃
17話までの登場。印刷会社勤務。かつて家庭の事情で高校を中退したが、それにより出世が望めないことと、大卒者へのコンプレックスから大学受験を決意し、定時制へ入学。生真面目な性格で、曲者揃いの1年A組の中では一番の常識人。ただ気が弱く、立場が上の人間には逆らうことができない。出席番号が近いという理由で鷲尾の隣の席となり、彼の悪さに巻き込まれて常に悩まされているが、本当はお互い友情を感じている。周りからは鷲尾の家来という扱いをされている。中学生時代のあだ名は「顎の辺りがローレンス・オリヴィエに似ている」という理由で「ローレンス」。母方の祖母（故人）の誕生日が、神野の誕生日の一日後。出張が重なり授業に出られないことも多かったが、何とか仕事と学業の両立をこなし成績はクラスでトップであった。しかし、将来の管理職候補の部下・黒崎の鷲尾達への横暴な態度に怒り、ケーキをぶつけてしまったことが原因で沼津へ左遷され、中退することになってしまった。
鷲尾 幹弘（わしお みきひろ）
演 - 中村獅童
大変な素行不良のため全日制を退学となり、定時制へ移ってきた問題児。クラス最年少。万引き、器物破損、九官鳥に変な言葉を教え込む等の様々な悪事を行っており、目つきの悪さも災いして、一部の教師達にターゲットにされているが、実はナイーブで傷つきやすく照れ屋な性格。家は裕福で兄や姉・弥生がおり、父・姉とは外見が瓜二つ（獅童が三役を務めた）。姉には頭が上がらない。出席番号の関係から隣の席になった和久井に目をつけ何かといじめていたが、本心では友情を感じており、和久井が中退してしまう日には誰よりも悲しんでいた。八木田との決闘に敗れてからは、彼を「おじき」と慕うようになる。ある日夢の中で神野と仲良くして以来、無性に神野のことが好きになり「エッチしよう」と誘うが、無論玉砕。演技に関しては、ホイをキレさせてしまうほど下手。エロ本を読みながらでないとご飯が食べられない。
鰐淵 和之（わにぶち かずゆき）
演 - 浅野和之
17話からの登場。中退した和久井と入れ違いに編入してきた転校生。作務衣と丸眼鏡が特徴の、髪の逆立った中年男性。転校のキッカケは前の夜間で問題を起こしたため。40歳の時、流れるプールで溺れかけたことをキッカケに人生について考えるようになり、学ぶことに目覚めた。それ以来陶芸、太極拳、モダンダンス、パントマイムなど、様々な特技の持ち主である。カクカクダンスが持ちネタで、それにより淡島に気に入られる。勉学に対する態度はかなり熱心で、それ故授業がなかなか進まない1年A組には呆れ果てているが、学校の選択を間違えたとは思っていない。

### ゲスト
須磨 信子（すま のぶこ）
演 - 池谷のぶえ（第2話・第15話）
武彦の妻で30歳。武彦から1年A組生徒に関してはあることないこと吹き込まれている。須磨が失業してからは息子2人と共に山形の実家に帰る。幼少時代に熊と戦い殴り殺したことがある。
ドミソ・ピザ店員
演 - 大倉孝二（第3話）
鷲尾が授業中に注文したピザを配達に来た。落ち着きがなく、常にくねくね体をうごかしている。ピザ屋のくせにチーズの匂いが嫌い。
田淵 ジョー（たぶち ジョー）
演 - 古田新太（第8話）
淡島が歌舞伎町でホステスをしていた頃から同棲している彼氏。元ボクサーだが現在は無職。淡島曰く家では「一日テレビゲームやっている」との事。見かけによらずハーフで、それゆえ英語はペラペラ。かなりの女好きで、外に作った女の所に転がり込むこともしばしば。どちらかと言うと淡島への愛は冷めつつあり、夕食代を借りるためだけに1年A組に乗り込んできたことも。その後8年間の交際を経て淡島と別れた。
梅津（うめづ）
演 - 宮地雅子（第9話 - 第11話・第21話・第22話・最終話）
通称・食堂のおばちゃん。するどいツッコミが持ち味で、好き嫌いを決して許さない。献立のことで揉めたことがあるため、校長とは仲が悪い。
当初はゲストとして出演したが、終盤は物語に絡むなどいつの間にかレギュラー化しており、出演話数の6話は1年A組のホイ（5話）や鰐淵（7話）にも匹敵している。
奥田民生（第11話）
本人役で出演。轟達の質問には「僕の話は、いいです」と答えていた。生徒達のリクエストに応える形で、本作の主題歌である「まんをじして」を披露した。
轟の兄
演 - 一橋壮太朗（三谷幸喜）（第12話）
「ひとまず総集編」の際、三谷が香取と共に即興劇を演じた。轟の兄という設定での出演。
草彅剛（第13話）
本編には出演せず、轟を演じる香取とのトークという形で出演した。
小仏（こぼとけ）
演 - 小日向文世（第14話）
鷲尾が万引きしたディスカウントストア「サンチョ・パンサ」の店長。鷲尾は万引きの常連なので、顔なじみ。鷲尾の姉・弥生に惚れている。
須磨 直列（すま ちょくれつ）
演 - 浅利陽介（第15話）
武彦の長男で15歳。古代エジプトマニアで、エジプト展で購入した3万円のスカラベ・ラムセス一世を飼っている。信子同様、武彦から1年A組生徒に関してはあることないこと吹き込まれている。学力は父よりも上。「ピッカリデンキ」閉店に伴い転校することになったが、自分だけは学校に残る父に対し憤りを覚え、衝突する。
黒崎（くろさき）
演 - 相島一之（第16話）
和久井の部下。高学歴に加え頭も切れるため、将来の管理職候補とされている。それ故和久井は上司でありながら彼には逆らえない。態度は横暴で言動も身勝手だが、言っている事自体は正論ではないかと轟から一目おかれる場面もある。代議士秘書と偽ってキャバクラに通っており、それ故に淡島とも面識がある。
寸原（ずんばら）
演 - 斉藤清子（第17話）
生活指導の先生。問題児である鷲尾に目をつけている。淡島にはたばこを注意したり、宇部の顔を化粧のし過ぎと酷評する。
ロングロングフェイス
演 - 野仲イサオ（第18話）
日暮里界隈では指折りのヤクザ。顔があまりに長いので「ロングフェイス」→「ロングロングフェイス」と呼ばれる。情婦・シャロンがチェッキーに言い寄ったため、チェッキーを狙って部下と共に学校まで乗り込んできた。淡島とも面識があり、よく遊んでいたらしい。
神野 正親（じんの まさちか）
演 - 市村正親（第18話）
美紀の父親。生活の匂いをさせるのがイヤだという理由から、自分の事をチェッキー（正親の「ちか」から）と呼ばせる。芸能プロダクションを経営しているが、所属俳優は一人もおらず収入もゼロ。そのため女性と仲良くなりお金を貢がせることによって生計を立てており、宇部も騙され印鑑と預金通帳をスられた。しかし、そんな中ロングロングフェイスの情婦・シャロンに手を出してしまい、ロングロングフェイス率いるヤクザに追われる身となってしまい…。
八木田の母
演 - 岸田今日子（第21話）
長い白髪のまるで妖怪のような老婆。八木田の事は「旬」と呼ぶ。80過ぎにも拘らず元気いっぱいで、750ccのバイクを乗り回し、家ではよく息子と取っ組み合いのケンカをする。大変惚れっぽく、轟にもちょっかいを出した。最近になって料理を習い始めたが、手際が悪い上に味付けが濃いのが特徴で、梅津に「料理やったことあんの?」とまで言われてしまったほど。
ジェームズ小早川（ジェームズこばやかわ）
演 - 川平慈英（第22話）
宇部の大好きなVシネマの俳優。生粋のフェミニストだが人の顔を覚えていられないので、女性関係でトラブルが絶えない。性格は結構横暴で、女性の気持ちもそれほど考えていない。鰐淵とは映画『天と地』のエキストラ俳優として競演し、何度も2人で飲み明かした仲。鰐淵はジェームズの性格を熟知しているほど親しかったが、やはりジェームズは彼のことをまったく覚えていなかった。
武藤 輝夫（むとう てるお）
演 - 伊東四朗（最終話）
日暮里定時制高校校長。村井のアイディアにより、始業式の日にぎっくり腰で出られず夜間の生徒に顔を知られていなかったことを利用して、転校生に扮し生徒の生の声を聞こうと潜入捜査を計画する。生のニンジンは好きだが、カレーに入ったニンジンが嫌い。轟の生徒たちの体たらくぶりに幻滅していたが梅津に「バカじゃないの」と叱咤される。
※出演者の役名は、本名をそのまま使用したものや、もじったもの（鷲尾の下の名前は中村獅童の本名から）が多い。また､この番組の前説を務める号泣が脇役として出ることがある。

## スタッフ
- 脚本・総合演出：三谷幸喜
- 主題歌：奥田民生「まんをじして」（SME Records）
- 撮影：河江祐輔
- 演出補：北川学
- 記録：河野ひでみ、津島由起江
- 編成：金井卓也
- 映像演出：河野圭太
- 企画：石原隆
- プロデュース：関口静夫、土屋健
- 制作協力：共同テレビ
- 制作著作：フジテレビ

## 放送日程
| 各話                                                      | 放送日         | サブタイトル           | 視聴率 |
| --------------------------------------------------------- | -------------- | ---------------------- | ------ |
| 第1話                                                     | 2002年10月09日 | 轟先生の秘密の手紙     | 11.0%  |
| 第2話                                                     | 10月16日       | 雨の日の宇部さん       | 8.8%   |
| 第3話                                                     | 10月23日       | 鷲尾君、ピザを頼む     | 8.9%   |
| 第4話                                                     | 10月30日       | 淡島さんの再就職       | 7.9%   |
| 第5話                                                     | 11月06日       | 神野さんの最初の授業   | 10.1%  |
| 第6話                                                     | 11月13日       | 級長選挙               | 8.5%   |
| 第7話                                                     | 11月20日       | ホイさんが帰ってきた!  | 8.3%   |
| 第8話                                                     | 11月27日       | 田淵ジョー、現る       | 8.8%   |
| 第9話                                                     | 12月04日       | 八木田さんの恋         | 8.2%   |
| 第10話                                                    | 12月11日       | ホイさんのハムレット   | 8.9%   |
| 第11話                                                    | 12月18日       | クリスマススペシャル   | 9.5%   |
| 第12話                                                    | 12月25日       | ひとまず総集編         | 11.0%  |
| 第13話                                                    | 2003年1月08日  | まずはメーキング       | 10.0%  |
| 第14話                                                    | 1月15日        | 鷲尾くん、捕まる       | 9.5%   |
| 第15話                                                    | 1月22日        | 須磨さん一家の災難     | 9.5%   |
| 第16話                                                    | 1月29日        | 徹夜の仕事             | 11.0%  |
| 第17話                                                    | 2月05日        | さよなら、和久井さん   | 10.0%  |
| 第18話                                                    | 2月12日        | チェッキーさん         | 9.5%   |
| 第19話                                                    | 2月19日        | 淡島さん、大いに語る   | 9.5%   |
| 第20話                                                    | 3月05日        | 学級閉鎖               | 8.5%   |
| 第21話                                                    | 3月12日        | 八木田の母でございます | 10.0%  |
| 第22話                                                    | 3月19日        | 恋の季節               | 9.0%   |
| 最終話                                                    | 3月26日        | 校長先生、ご用心       | 10.0%  |
| 平均視聴率 9.4%（視聴率は関東地区・ビデオリサーチ社調べ） |                |                        |        |

- 最終話は23時 - 23時45分の15分拡大放送。

## DVD
- HR DVD Vol.1（2003年2月21日発売、ビクターエンタテインメント）
- HR DVD Vol.2・Vol.3・Vol.4（2003年4月25日発売、ビクターエンタテインメント）
- HR DVD 3巻セット（Vol.2〜4）（2003年4月25日発売、ビクターエンタテインメント）※特典映像、HRを4巻収納できるBOXケース付き